# 卢德米拉 (足球运动员)
卢德米拉·达席尔瓦（葡萄牙語：Ludmila da Silva，1994年12月1日—），通常简称卢德米拉，巴西職業女子足球运动员，司職前鋒，現效力國家女子足球聯賽球隊芝加哥之星和巴西國家女子足球隊。她曾代表巴西参加2020年和2024年夏季奥林匹克运动会足球比赛，其中2024年奥运会获得一枚银牌。

## 外部連結
- 盧德米拉在芝加哥之星

Template:2019年国际足联女子世界杯巴西队阵容
Template:2020年夏季奥林匹克运动会女子足球比赛巴西队阵容